# Éblouie par la nuit
Singles de Zaz
La fée
(2010)
Pistes de ZAZ
Dans ma rue -
Éblouie par la nuit est une chanson écrite par Raphael pour la chanteuse française Zaz. 
Elle figure à la fin de son premier album studio, ZAZ.  Il s'agit du quatrième single de l'album après les chansons Je Veux, Le Long de la Route et La Fée. Le single est sorti en novembre 2011.
La chanson est utilisée dans la bande son du film Dead Man Down sorti en 2013 et réalisé par Niels Arden Oplev, avec Colin Farrell, Noomi Rapace et Terrence Howard.

## Accueil artistique
En mars 2025, dans une interview publiée sur le site La Libre, en réponse à la question de savoir si, dans la nouvelle génération, il voyait beaucoup de rappeurs poètes, MC Solaar commence sa réponse ainsi : « En chanson française, Raphaël est un grand poète. Il prend des thèmes de société et il réussit à en faire des trucs jolis. "Éblouie par la nuit" (2012) qu'il a écrite pour Zaz touche au sublime. »